# Буріаш
Буріаш (рум. Buriaș) — село у повіті Ілфов в Румунії. Входить до складу комуни Періш.
Село розташоване на відстані 34 км на північ від Бухареста, 106 км на південь від Брашова.

## Населення
За даними перепису населення 2002 року у селі проживали 1433 особи, з них 1432 особи (99,9%) румунів. Рідною мовою 1432 особи (99,9%) назвали румунську.